# Harper & Row
Pour les articles homonymes, voir Harper.
 (juillet 2024).
Si vous disposez d'ouvrages ou d'articles de référence ou si vous connaissez des sites web de qualité traitant du thème abordé ici, merci de compléter l'article en donnant les références utiles à sa vérifiabilité et en les liant à la section « Notes et références ».
Harper & Row était une entreprise d'édition située à New York, éditrice entre autres du célèbre magazine de mode Harper's Bazaar.  Elle a été constituée en 1962[réf. nécessaire] par la fusion de Harper & Brothers et de Row, Peterson & Company. Acquise par News Corporation en 1987, elle s'est alliée en 1990 à l'éditeur britannique William Collins, Sons & Co pour former HarperCollins.
En 1988, Harper & Row rachète Zondervan pour 57 millions de dollars.